# Chalybion fuscum
Chalybion fuscum är en biart som först beskrevs av Amédée Louis Michel Le Peletier de Saint-Fargeau 1845.
Chalybion fuscum ingår i släktet Chalybion och familjen grävsteklar. Inga underarter finns listade i Catalogue of Life.